# 古澤純也
古澤 純也（ふるさわ じゅんや）は、日本の漫画家。古沢純也名義もある。かつて、『ファンロード』や『ジャンプ放送局』で「ふるじゅん」の名で投稿していた。シンガーソングライターの合津知里と「Gofull-sun」というユニットで歌手活動もしていた。

## 作品リスト

### 漫画作品
- ゼルダの伝説 リルトの誓い（原作：棟居仁、少年王、全4巻）
- マクドナルド探偵団（原作：大沼弘幸、監修：日本マクドナルド（株）、ファミ通ブロス、全3巻）※古沢純也名義
- DANK（ラポート、単巻）※ふるじゅん名義

### その他
- ミュージックてれびくん（MTK） - 1999年度に参加、「Can do it!」の背景イラストなどを描く。